# Eparquía de Ajaltsije y Tao-Klaryetia
La eparquía de Ajaltsije y Tao-Klaryetia (en georgiano: ახალციხისა და ტაო-კლარჯეთის ეპარქია) es una eparquía (diócesis) de la iglesia ortodoxa georgiana con sede en Ajaltsije, Georgia. Tiene jurisdicción sobre los municipios de Ajaltsije, Adigueni, Aspindza en Georgia y la región histórica de Tao-Klaryetia, actualmente parte de Turquía.
El departamento y la residencia del metropolitano se encuentran en el monasterio de Sapara (Ajaltsije).

## Historia
Según la tradición histórica, la primera cátedra episcopal en el territorio de Georgia fue fundada en esta zona por Andrés el Apóstol.
Durante el régimen soviético, la vida de iglesia murió aquí, solo en 1979, con la bendición del patriarca Elías II, fue posible establecer la diócesis de Ajaltsikhe y Mesjetia-Yavajetia sobre la base de las antiguas eparquías de Atskuri y Kumurdo. El nombre mencionado fue conservado por la diócesis hasta abril de 1995. Luego se dividió la eparquía de Mesjetia-Yavajetia y se formaron las eparquías de Ajaltsije y Boryomi-Ajalkalaki. Desde el 17 de octubre de 2002, por decisión del Santo Sínodo, la eparquía une Tao-Klaryetia y Lazetia, que actualmente ya no pertenecen a Georgia.

## Arzobispos metropolitanos
| Imagen | Nombre               | Periodo                                       |
| ------ | -------------------- | --------------------------------------------- |
|        | Ananias              | 29 de junio de 1981 - 25 de diciembre de 1992 |
|        | Sergi Chekurishvili  | 27 de noviembre de 1992 - octubre de 1997     |
|        | Nikoloz Pachuashvili | octubre de 1997 - 8 de octubre de 1998        |
|        | Theodore Chuadze     | noviembre 1998 - actualidad                   |